# Kitami

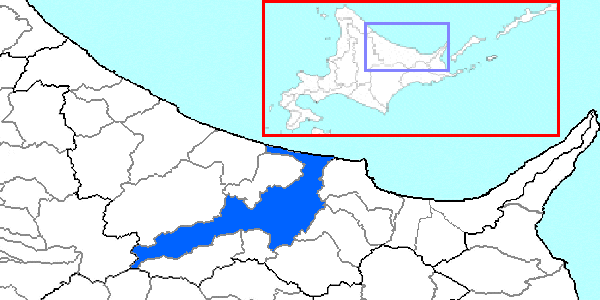
Kitami dans la sous-préfecture d'Okhotsk.

Kitami (北見市, Kitami-shi) est une ville située dans la sous-préfecture d'Okhotsk, sur l'île de Hokkaidō, au Japon.

## Géographie

### Situation
Kitami est située dans l'est de Hokkaidō, entre les monts Ishikari et la mer d'Okhotsk.

### Démographie
En 2010, Kitami avait une population de 126 075 habitants, répartis sur une superficie de 1 427,56 km2. En août 2021, la population était de 114 602 habitants.

### Climat
| Mois                                             | jan.       | fév.       | mars       | avril     | mai       | juin      | jui.      | août      | sep.      | oct.      | nov.       | déc.       | année      |
| ------------------------------------------------ | ---------- | ---------- | ---------- | --------- | --------- | --------- | --------- | --------- | --------- | --------- | ---------- | ---------- | ---------- |
| Température minimale moyenne (°C)                | −14,2      | −14        | −7,6       | −0,6      | 5,2       | 10,3      | 14,7      | 15,9      | 11,3      | 3,9       | −2,6       | −10,8      | 1          |
| Température moyenne (°C)                         | −8         | −7,4       | −1,9       | 5,1       | 11,2      | 15,4      | 19,1      | 20,2      | 16,2      | 9,5       | 2,4        | −5,1       | 6,4        |
| Température maximale moyenne (°C)                | −2,6       | −1,6       | 3,3        | 11,1      | 17,8      | 21,3      | 24,6      | 25,4      | 21,7      | 15,5      | 7,6        | 0          | 12         |
| Record de froid (°C) date du record              | −30,1 1985 | −30,9 1978 | −24,3 1986 | −14 1979  | −4,8 1980 | −0,9 1989 | 3,4 1976  | 6,3 1980  | 0,3 1976  | −5,7 2016 | −16,3 2016 | −24,6 1985 | −30,9 1978 |
| Record de chaleur (°C) date du record            | 8 1995     | 9,8 2011   | 24,2 1923  | 32,2 1998 | 38,1 2019 | 37,2 2014 | 37,2 2021 | 37,1 2010 | 32,7 2010 | 27,7 2002 | 22 1979    | 14,5 1989  | 38,1 2019  |
| Ensoleillement (h)                               | 106,1      | 119,5      | 157,6      | 165,5     | 174,9     | 157,2     | 153,4     | 148,5     | 148       | 153,8     | 126,8      | 112,9      | 1 724,3    |
| Précipitations (mm)                              | 39,3       | 29         | 35,1       | 45        | 56,2      | 66,2      | 94,5      | 128,9     | 111,8     | 77,2      | 40,3       | 51,3       | 774,8      |
| dont neige (cm)                                  | 109        | 85         | 81         | 26        | 1         | 0         | 0         | 0         | 0         | 0         | 16         | 92         | 414        |
| Nombre de jours avec précipitations              | 8,5        | 7,4        | 8,9        | 8,9       | 9,2       | 9         | 10        | 10,3      | 10,4      | 8,8       | 7,9        | 9,1        | 108,3      |
| dont nombre de jours avec précipitations ≥ 10 mm | 1,1        | 0,8        | 0,7        | 1,4       | 1,8       | 2,3       | 3,2       | 3,7       | 3,3       | 2,1       | 1,3        | 1,6        | 23,2       |
| Nombre de jours avec neige                       | 11,3       | 10,3       | 10,1       | 3,2       | 0,1       | 0         | 0         | 0         | 0         | 0         | 2,1        | 9,9        | 47,2       |

| Diagramme climatique                                  |           |             |            |             |              |              |               |               |             |             |            |
| J                                                     | F         | M           | A          | M           | J            | J            | A             | S             | O           | N           | D          |
| −2,6−14,239,3                                         | −1,6−1429 | 3,3−7,635,1 | 11,1−0,645 | 17,85,256,2 | 21,310,366,2 | 24,614,794,5 | 25,415,9128,9 | 21,711,3111,8 | 15,53,977,2 | 7,6−2,640,3 | 0−10,851,3 |
| Moyennes : • Temp. maxi et mini °C • Précipitation mm |           |             |            |             |              |              |               |               |             |             |            |

## Histoire
En 1872, le village de Notsukeushi est fondé.
Le 10 juin 1942, après la fusion avec d'autres villages durant les vingt années précédentes, la municipalité change de nom et devient Kitami. En 1956, le village de Gessōuchi fusionne avec Kitami.
En avril 1971, la population de Kitami dépasse les 100 000 habitants.

## Éducation
La ville de Kitami possède une université : l'université de technologie de Kitami.

## Transports

### Voies routières
Les routes nationales 39, 238, 242 et 333 permettent l'accès à Kitami par voie routière.

### Chemins de fer
Dix gares se trouvent sur le territoire de Kitami, toutes situées sur la ligne principale Sekihoku de la compagnie JR Hokkaido. La gare de Kitami est la principale gare de la ville.

### Bus
La ville de Kitami est desservie par la compagnie de bus Hokkaido Kitami Bus (北海道北見バス, Hokkaidō Kitami Basu).

### Transport aérien
Kitami est desservie par l'aéroport de Memanbetsu (en), qui se trouve dans la municipalité d'Ōzora.

## Jumelage
- Jinju (Corée du Sud) depuis le 16 mai 1985

## Symboles municipaux
La fleur symbole de Kitami est la fleur de chrysanthème, son arbre symbole est l'if du Japon.